# 二二八紀念公園 (嘉義市)
嘉義市二二八紀念公園是位於臺灣嘉義市東區啟明路與大雅路路口的一座公園，為紀念二二八事件而建立，面積約0.7公頃。此公園啟用於1996年2月28日，是雲嘉南地區的第一座二二八紀念公園，園內的嘉義市二二八紀念館也是臺灣第一座二二八紀念館。
此公園所在地原為軍營，嘉義市政府取回土地後，經二二八受難者及家屬群體爭取，由時任市長張文英聘請嘉義市人、國立成功大學建築學系林憲德教授與卓建光建築師合作設計。

## 主要景觀
除下列景觀外，此公園內尚有藝術銅門、許願池等象徵景點。

### 嘉義市二二八紀念館
此紀念館建設於緩坡地形，建築有一半部分位於地下，屋頂右上方是公園草地。館內面積約315坪，規劃有會議室、展覽室、資料室等，主要陳列二二八事蹟文物。大門口有描繪十六世紀諸羅（嘉義古稱）風情的青銅浮雕壁畫，圖中元素包含梅花鹿、檳榔樹、甘蔗、樸實人民等。

### 新二二八紀念碑
與此公園同時設立，可分為「鎮魂之碑」、「梅花鹿共飲生命之泉」兩部分。「鎮魂之碑」為高27公尺的鋼骨混凝土構造，外型為臺灣原住民族的竹製口簧琴，構造中央設有不鏽鋼製作的簧片，簧片中有金屬風鈴。此碑碑文指出原住民原為臺灣主人，而口簧琴的聲音單調、柔美、悠長，寓意撫慰亡者、撫平歷史的傷口。
「梅花鹿共飲生命之泉」之作品外型為四隻梅花鹿於一小水池共飲，梅花鹿為雕塑家謝棟樑作品。作品中的水池「生命之泉」隱喻臺灣僅存的生態環境，四隻梅花鹿則象徵原住民族、閩南人、客家人、外省人等臺灣四大族群，整體期許社會大眾能從二二八事件出發，進一步觀察到發生於物種、生態上的悲劇，而共同珍惜、護育之。

### 諸羅年輪
為全高11公尺的直立雕塑作品，外型如同圖騰柱，主題為嘉義縣城（諸羅城）的歷史，由下而上依序為臺灣漢人與原住民的戰爭、荷蘭人向原住民榨取農作物、林爽文事件、日軍砲擊嘉義縣城、國民黨軍隊槍殺民眾等五個場景，ˇ此外作品上有和平鴿、橄欖枝、新生嬰孩等象徵和平的事物，寓有和平、永續之意。

### 諸羅哭牆
位於二二八紀念館頂端，以溪石堆砌而成，寓意不再悲嘆過去。

### 嘉義市彌陀路二二八紀念碑
此碑建於1990年，為全球首座二二八紀念碑，2017年時因彌陀路道路拓寬遷入此公園，新的基地面積約550平方公尺。

## 相片集

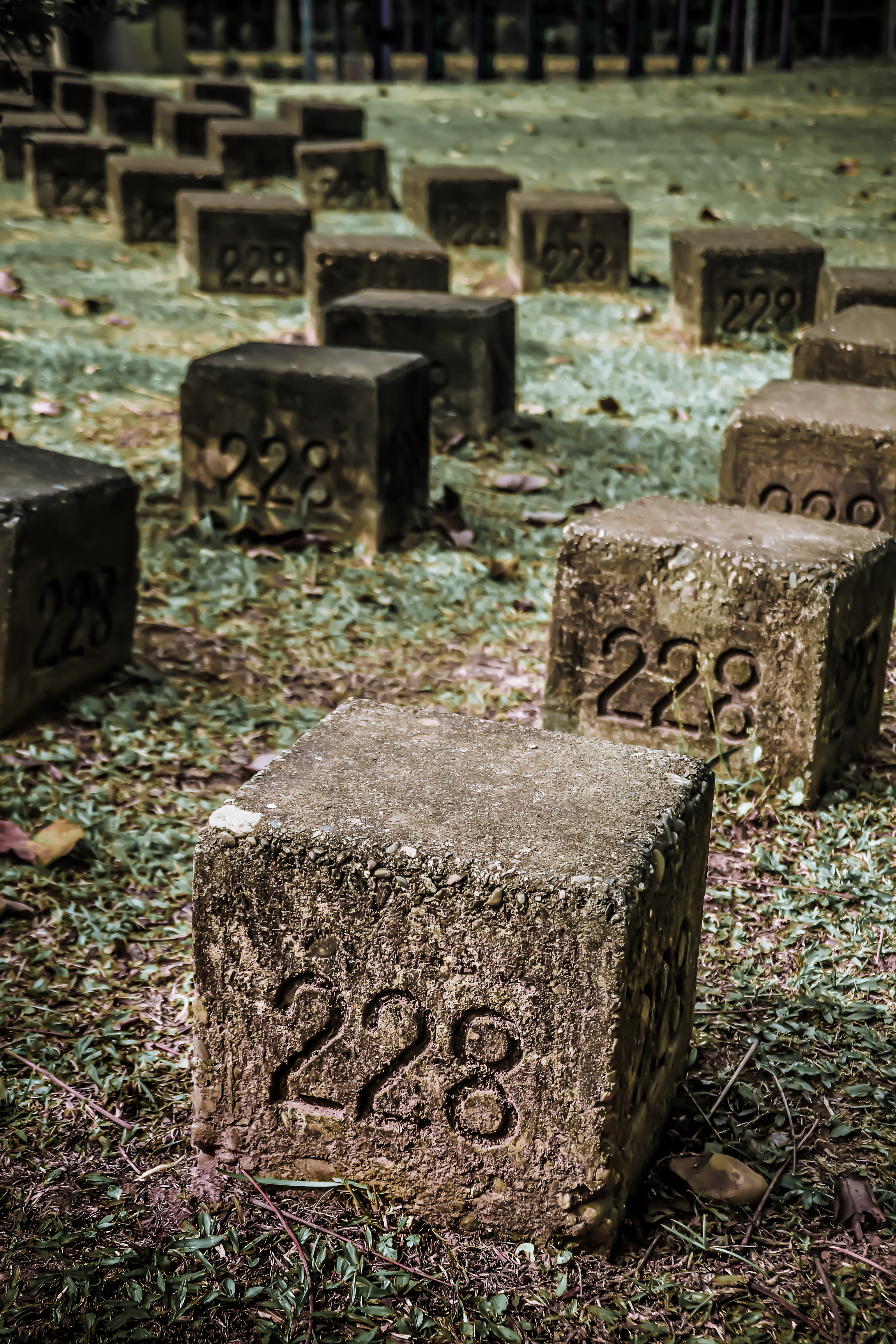
嘉義市二二八紀念公園內的紀念刻石

## 外部連結
- 嘉義市政府建設處網站 嘉義市二二八紀念公園（页面存档备份，存于）